# Joseph Elsner junior

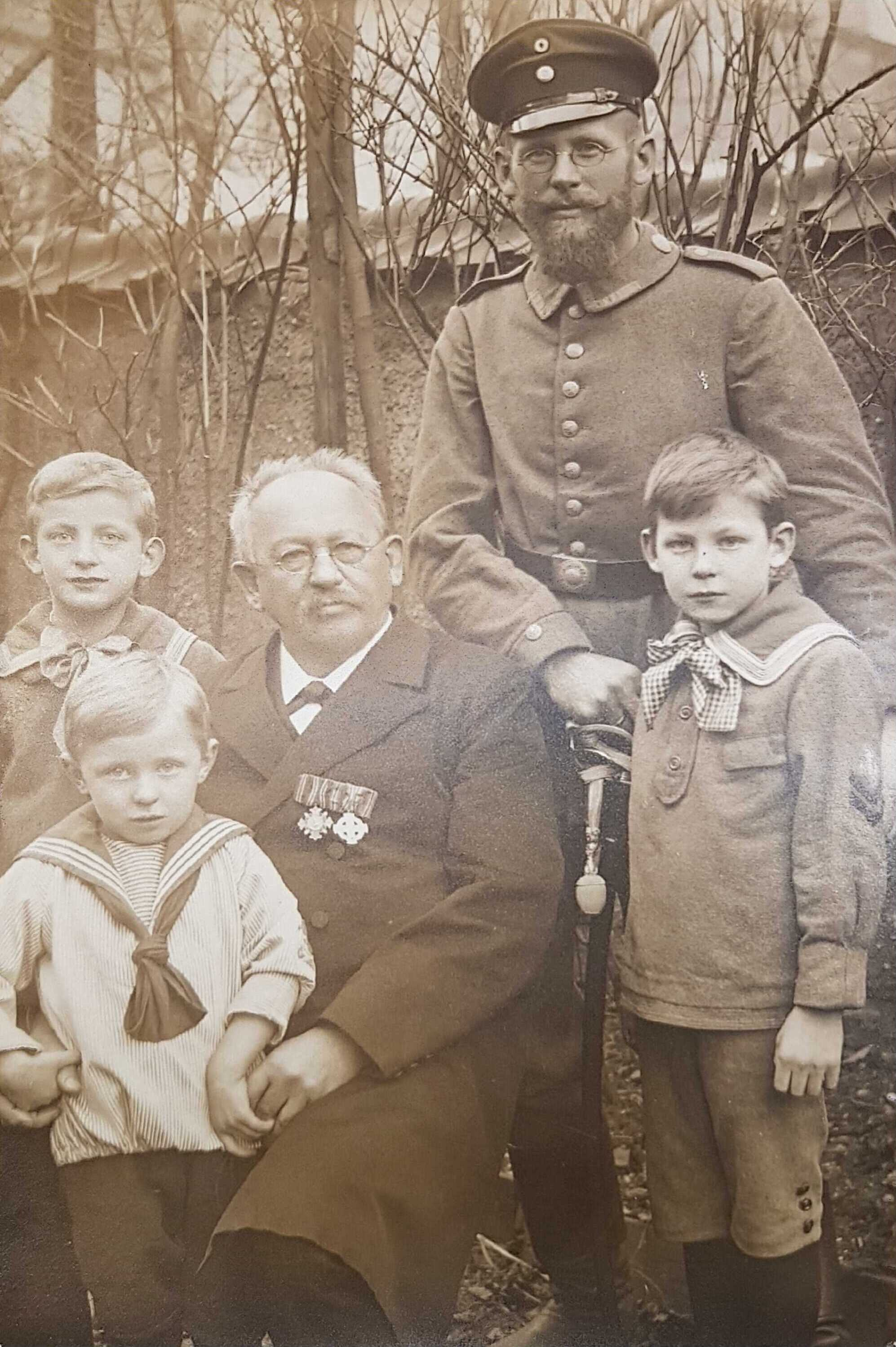
Joseph Elsner jun. (stehend) mit seinem gleichnamigen Vater und seinen Söhnen

Joseph Elsner junior (* 26. März 1879 in München; † 24. Juli 1970 in Ottobrunn) war ein deutscher Architekt, Kirchenausstatter, Dekorationsmaler und Bühnenbildner.

## Leben
Joseph Elsner war der Sohn des gleichnamigen Münchner Architekten Joseph Elsner. Nach der Ausbildung an der Königlichen Kunstgewerbeschule in München setzte er seine Ausbildung im Architekturbüro und in der „Anstalt für Christliche Kunst“ seines Vaters in der Schillerstraße 18 fort. Nachdem er an verschiedenen Projekten mitbeteiligt war, trat er als Architekt und Bauleiter in die väterliche Firma ein. Nachfolgend spezialisierte er sich auf Kirchenrenovierungen und Erweiterungen von Kirchen in Ober- und Niederbayern sowie in Bayerisch-Schwaben. Kurz vor dem Ersten Weltkrieg wurde die Jugendstilkirche Maria Immaculata in Dietelskirchen nach seinem Entwurf und unter seiner Bauleitung errichtet. Mit diesem Projekt gelang es ihm, die bisherigen Formen des Historismus zu überwinden. Auch die im Stil des Neubarock errichtete Pfarrkirche St. Michael in Schönberg, ein Gemeinschaftsprojekt von Vater und Sohn Elsner, enthält Elemente des Jugendstils.
Im Ersten Weltkrieg gehörte Joseph Elsner jun. der 13. Königlich Bayerischen Reserve-Pionier-Kompanie an und kam an die Westfront (Flandern, Elsass und Lothringen). Dort war er für den Bau von Mebu-Befestigungen (Mebu = monierter Eisenbetonunterstand) und Minierarbeiten zuständig. Mit zahlreichen Fotos aus dieser Zeit dokumentierte er den Bau der Befestigungen sowie das Leben in den Stellungen an der Kriegsfront. Von Oktober 1917 bis Oktober 1918 gehörte er der 3. Landwehrkompanie an, die in der Nähe von Riga stationiert war.
Nach dem Ersten Weltkrieg entwarf Joseph Elsner jun. für die Vilsbiburger Liebfrauenfestspiele, die in den Jahren 1922 bis 1932 aufgeführt wurden, zwanzig Bühnenbilder, die von seiner Palästinareise inspiriert waren. Als Atelierwerkstatt wurden ihm Ende 1922 zwei Räume im Rückgebäude des Rathauses zugewiesen. In einer damaligen Beschreibung über die Liebfrauenfestspiele findet sich das Zitat:

„Den Bühnenbildnern stand ein Fachmann zu Rate, ein ausübender Künstler und ehemaliger Palästinapilger, Herr Architekt Joseph Elsner-München, der im Dekorations- und Kirchenmaler, Herrn Doll-München verständnisvolle Unterstützung fand. Was hier in treuem Zusammenwirken mit dem Spielleiter geschaffen wurde, geht weit über das Durchschnittsmaß hinaus! Der Künstler Elsner war eben ganz von dem Gedanken durchdrungen, daß Dichter, Komponist und Maler sich gegenseitig ergänzen und vervollständigen müssen.“

Wegen der wirtschaftlich schwierigen Verhältnisse in den Nachkriegsjahren, in denen auch der ländliche Kirchenbau weitgehend zum Erliegen kam, wandte sich Joseph Elsner dem Bau von Weihnachtskrippen zu. 1923 gründete er die Vilsbiburger Ortsgruppe im „Verein der bayerischen Krippenfreunde“. Für die Vilsbiburger Wallfahrtskirche Maria Hilf entwarf er eine Weihnachtskrippe, die unter seiner Anleitung entstand. Sie bestand ursprünglich aus 52 biblischen Szenen, die ebenfalls seine Eindrücke aus Palästina wiedergaben.
Joseph Elsner jun. war Mitglied des Vereins für Volkskunst, der sich u. a. für denkmalgerechte Restaurierungen einsetzte. Seit 1905 war er mit der Passauerin Olga Späth verheiratet. Der Ehe entstammten die Söhne Rudolf (1905–2003), Josef (1906–1989) und Hermann (1909–1943). Wegen der Namensgleichheit mit seinem Vater ist die Zuschreibung seiner eigenständigen Werke nicht immer gesichert.

## Werke (Auswahl)

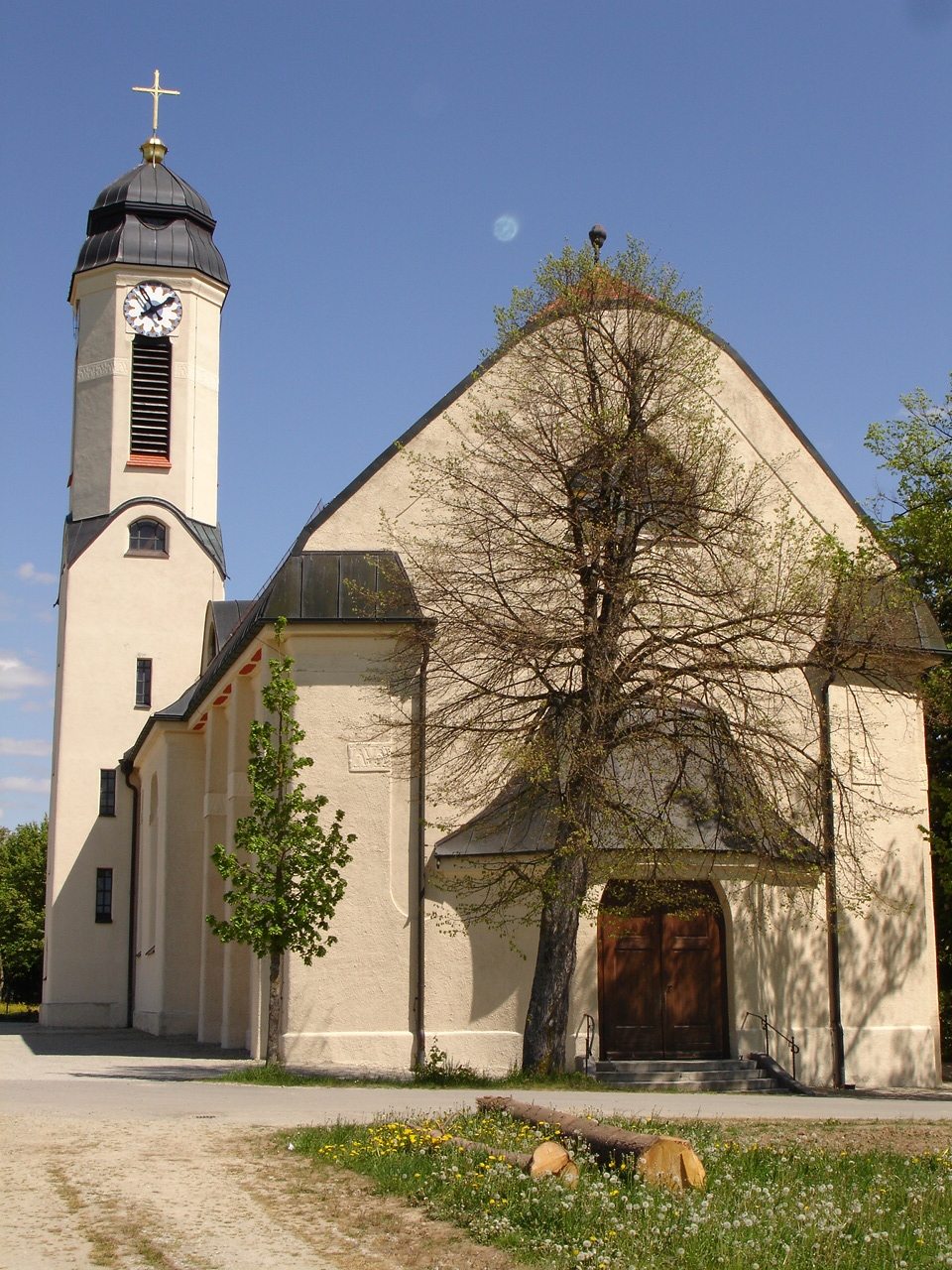
Jugendstilkirche Dietelskirchen

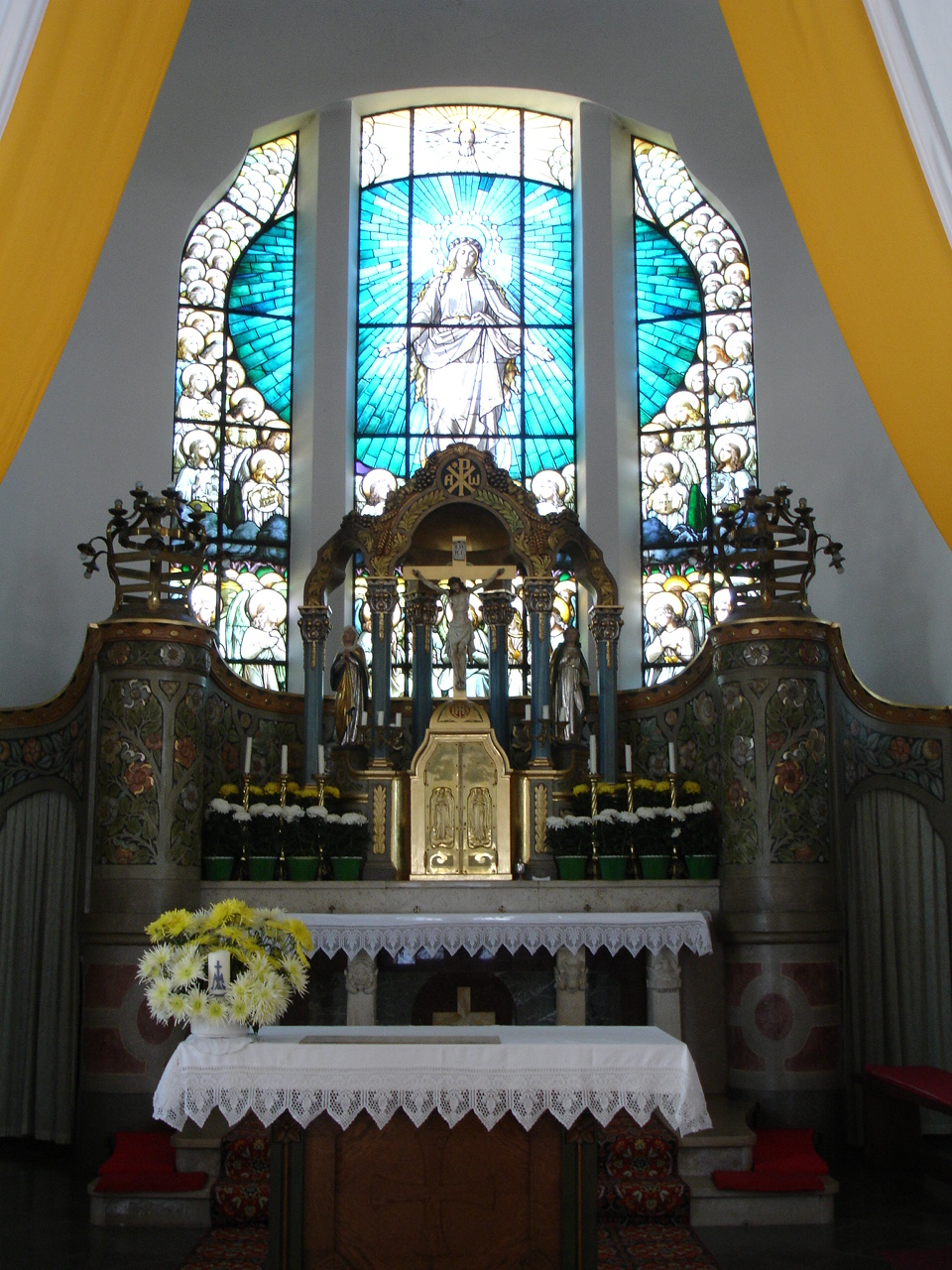
Hauptaltar Dietelskirchen

- Seifriedswörth, Innenrestaurierung der Kirche St. Peter und Paul (1902)
- Johannesbrunn, Innenrestaurierung der Kirche Mariä Empfängnis (1906); Altäre, Kanzel und Orgel wurden nach Joseph Elsners Plänen renoviert und die Wände mit farbenprächtigen floralen Ornamenten im Stil der Neugotik ausgemalt. Sie wurden 1938 übertüncht, bei der Renovierung 1990 zum Teil wieder freigelegt und nach den ursprünglichen Vorlagen von 1906 aufwändig restauriert.
- Vilsbiburg: Entwurf für einen Um- und Neubau der Stadtpfarrkirche Mariä Himmelfahrt zu einem „Dom im Vilstal“ (1907), der jedoch nicht realisiert werden konnte.[3] 1925 erfolgte eine Innen- und Außenrenovierung der bestehenden Kirche durch Joseph Elsner junior, der einen Kostenvoranschlag über 12.500 Mark abgegeben hatte.[4]
- Treidlkofen, Pfarrkirche St. Ulrich: Verlängerung (1908).[5]
- Maisach: Pfarrkirche St. Vitus (1909/10)[6]
- Waging, Pfarrkirche St. Martin: Wiederaufbau des Hl. Grabes (1910)
- Pauluszell, Pfarrkirche Pauli Bekehrung: Innenrestaurierung (1908/09)[7]
- Seyboldsdorf, Pfarrkirche St. Johannes: Decken- und Wandgemälde (1908/12; die 1956 übermalten Gemälde wurden 2003 freigelegt, retuschiert und wiederhergestellt). 1934 schenkte Elsner der Seyboldsdorfer Kirche die Figur Christus in der Rast.
- Wörishofen, Pfarrkirche St. Justina: Rebarockisierung und Erweiterung (1910/11)
- Aßling, Pfarrkirche St. Georg: Umgestaltung (1910/11).[8]
- Schönberg, Pfarrkirche St. Michael: Neubau, gemeinsam mit seinem Vater (1912)
- Dietelskirchen, Jugendstilkirche Maria Immaculata, Neubau (1913/14)
- Saaldorf, Pfarrkirche St. Martin: Neubau (1914)
- Nassenbeuren, Kirche St. Vitus: Umgestaltung des Hauptaltars und der Seitenaltäre (1920)
- Zusamaltheim: Pfarrkirche St. Martin, Generalrestaurierung (1922)
- Bonbruck: Pfarrkirche Mariä Himmelfahrt, Ausmalung (1923).[9]
- Lichtenhaag, Umbau der Kirche (1926)
- Hohenzell: Teilneubau (1926/27), Deckengemälde von Oswald Völkel
- Wenigmünchen, Pfarrkirche St. Michael: Langhaus verlängert (1932/33)
- München-Lerchenau: Entwurf für die Kirche St. Agnes (1936), nicht realisiert, aber bereits 1932 Hilfe beim Umbau eines Schafstalls zur Notkirche.[10][11]